# Senegalimassilia faecalis
Senegalimassilia faecalis es una bacteria grampositiva del género Senegalimassilia. Fue descrita en el año 2020. Su etimología hace referencia a heces. Es anaerobia estricta e inmóvil. Tiene un tamaño de 0,7-0,8 μm de ancho por 1-1,2 μm de largo. Forma colonias transparentes, convexas, redondas y pequeñas en agar sangre. Catalasa positiva y oxidasa negativa. Temperatura de crecimiento entre 28-37 °C, óptima de 37 °C. Tiene un genoma de 2,7 Mpb y un contenido de G+C de 61,2%. Se ha aislado de heces humanas en Corea del Sur. 